# Internazionali Femminili di Palermo 2011
Gli Internazionali Femminili di Palermo 2011 furono la 24ª edizione degli Internazionali Femminili di Palermo, torneo su terra rossa che fa parte della categoria International nell'ambito del WTA Tour 2011.
Si tenne a Palermo (Italia) dall'11 al 17 luglio 2011.

## Partecipanti

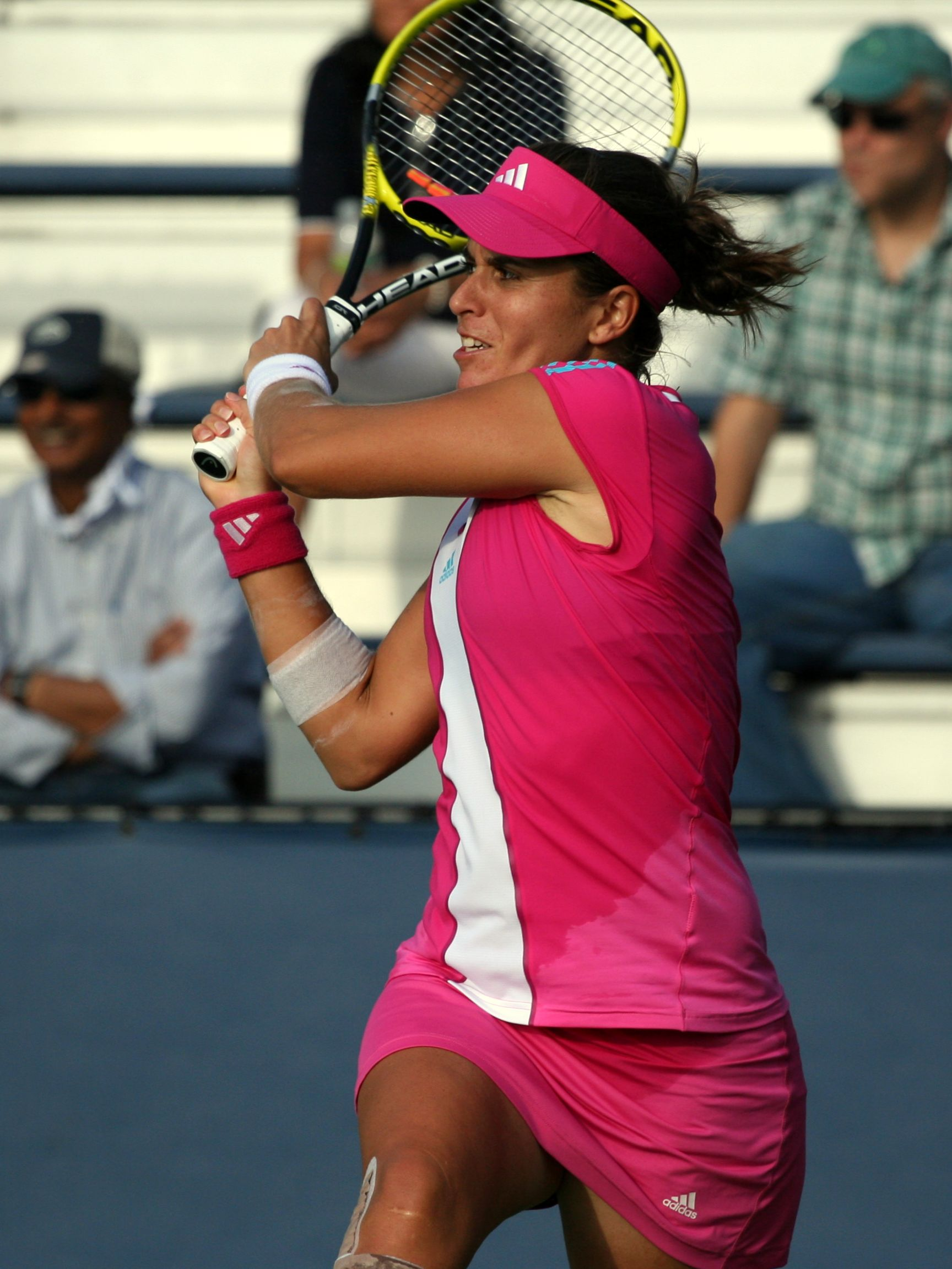
Anabel Medina Garrigues

### Teste di serie
| Giocatrice              | Nazionalità | Ranking* | Testa di serie |
| ----------------------- | ----------- | -------- | -------------- |
| Flavia Pennetta         | Italia      | 21       | 1              |
| Roberta Vinci           | Italia      | 25       | 2              |
| Sara Errani             | Italia      | 35       | 3              |
| Klára Zakopalová        | Rep. Ceca   | 36       | 4              |
| Anabel Medina Garrigues | Spagna      | 43       | 5              |
| Cvetana Pironkova       | Bulgaria    | 48       | 6              |
| Polona Hercog           | Slovenia    | 53       | 7              |
| Petra Cetkovská         | Rep. Ceca   | 55       | 8              |

- Ranking al 4 luglio 2011.

### Altre partecipanti
Giocatrici che hanno ricevuto una Wild card:
- Silvia Albano
- Anna Floris
- Anastasia Grymalska

Giocatrici passate dalle qualificazioni:

- Sesil Karatančeva
- Elena Bovina
- Ani Mijačika
- Karin Knapp
- Lara Arruabarrena-Vecino (lucky loser)

## Campionesse

### Singolare
Anabel Medina Garrigues ha sconfitto in finale  Polona Hercog per 6-3, 6-2.
- È stato il 2º titolo dell'anno per Anabel Medina Garrigues, l'11º della sua carriera. È stato il 5º titolo a Palermo, dopo quelli del 2001, 2004, 2005, e 2006.

### Doppio
Sara Errani /  Roberta Vinci hanno sconfitto in finale  Andrea Hlaváčková /  Klára Zakopalová per 7-5, 6-1.